# Рытровский замок
Рытровский замок (пол. Zamek w Rytrze) — руины средневекового замка, находящиеся на высоком холме (463 м над уровнем моря) на правом берегу реки Попрад, вблизи села Рытро в гмине Рытро Новосонческого повята Малопольского воеводства в Польше.

## История
Замок, вероятно, был построен на рубеже XIII—XIV веков. Некоторые авторы ранее предполагали, что древнейшую часть замка — каменную башню, начали строить еще в XII веке, однако сейчас считается, что ее построили в XIII веке.
В исторических источниках нет информации относительно того, кто построил замок. Первое упоминание о нем датируется 1312 годом и содержится в привилегии, выданной будущим польским королем Владиславом Локетком ордену кларисок из Стары-Сонча, относительно права собирать пошлину «под замком Риттер» (лат. Prope castrum Ritter).
Упоминание о замке в Рытре также содержится в грамоте Владислава Локетка от 1331 года, который предоставил сандецким мещанам лес «рядом с замком Ритер» (лат. Ultra Rither castrum sitam). В XV веке замок в Рытре был перестроен, в то время он был резиденцией сандецких старост.
Уже с XIII века замок принадлежал королевскому домену. Он остался в руках владельцев: Якуша из Ботужина герба Чевоя, рода Топорчиков герба Топор, которые взяли фамилию Рытерских; в XVI веке администратором стал Петр Кмита. Вскоре замок превратился в руины, о чем свидетельствует реляция Марцина Бельского и люстрации 1616—1617 годов. Замок, вероятно, был уничтожен во время нападения семиградского князя Дьердя Ракоци II в 1657 году.

## Архитектура
Замок состоял из собственно замка, расположенного на вершине холма, который был построен на плане неправильного пятиугольника, и предзамка, расположенного с северной стороны и защищенного земляным валом. Замковый двор с трех сторон окружали стены; с четвертой стороны его замыкал жилой дом, который состоял из двух частей и был построен на прямоугольном плане. К западной стене примыкала каменная башня с внешним диаметром у основания 9,5 м и внутренним — от 2,4 до 2,6 м, построенная из песчаника. Башня сохранилась до высоты около 10 м и имеет определенную схожесть с башней замка в Чхуве.

## Современность
До нашего времени сохранились руины башни и остатки стен, вероятно, жилого дома.

## В филателии
Марки Польской Почты
- 2009 год:
- 2012 год:

## Галерея

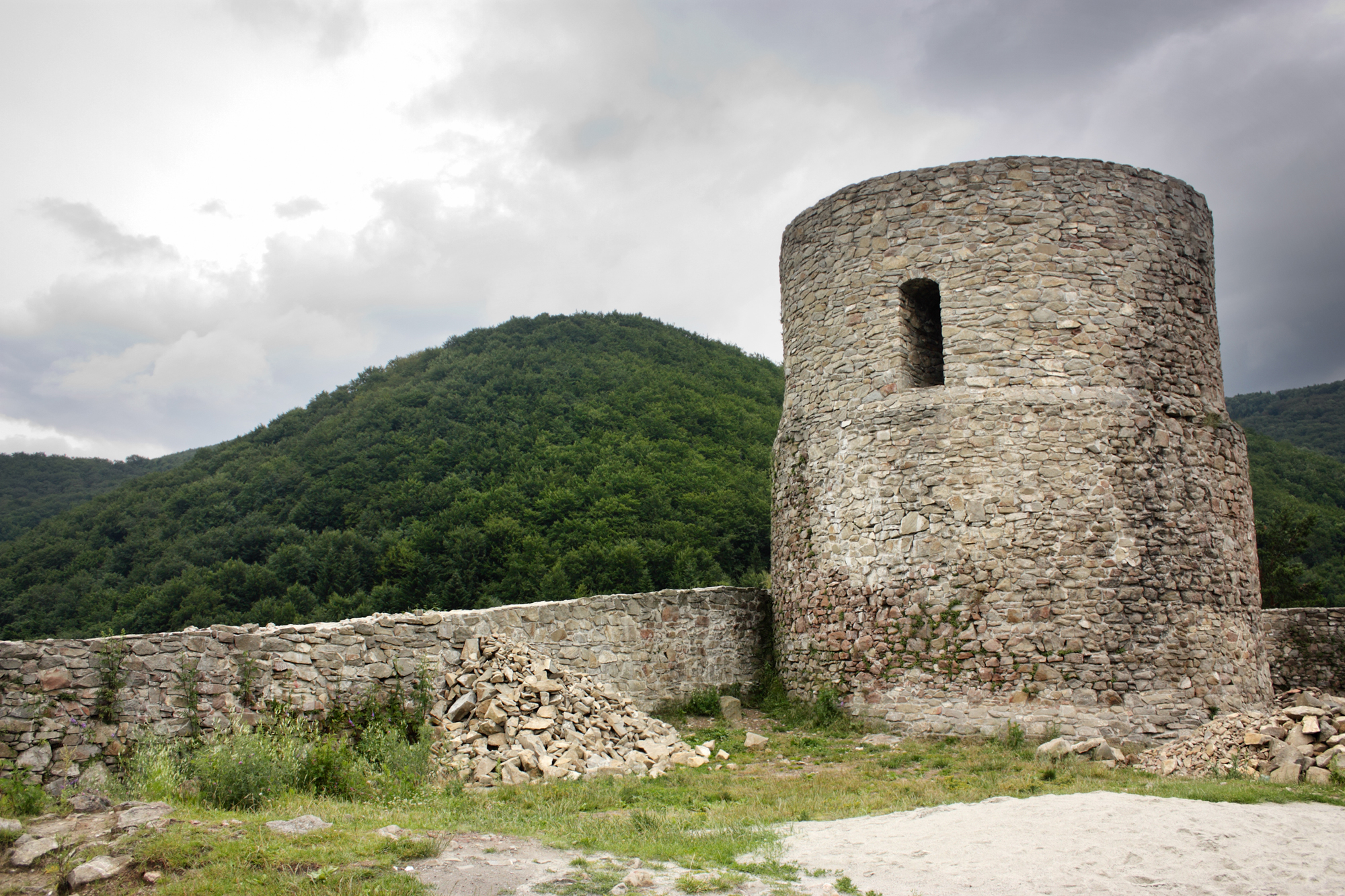
Замковая башня
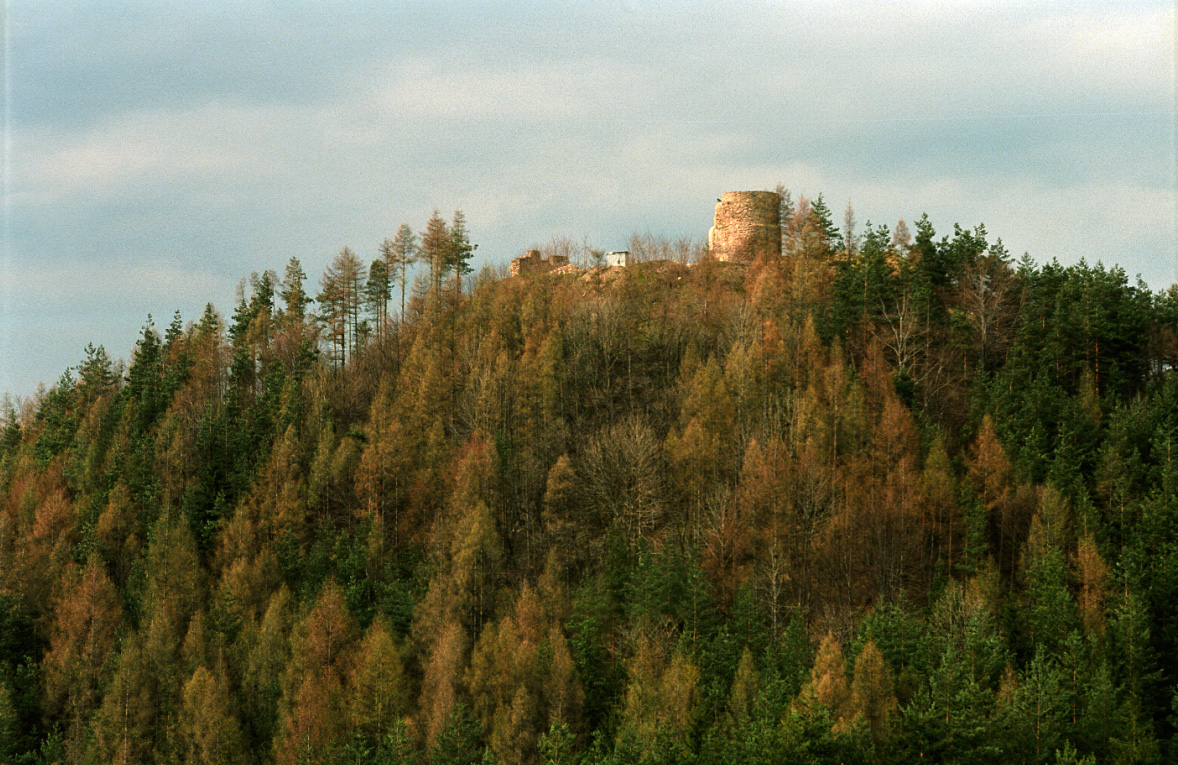
Вид замковой горы с руинами замка
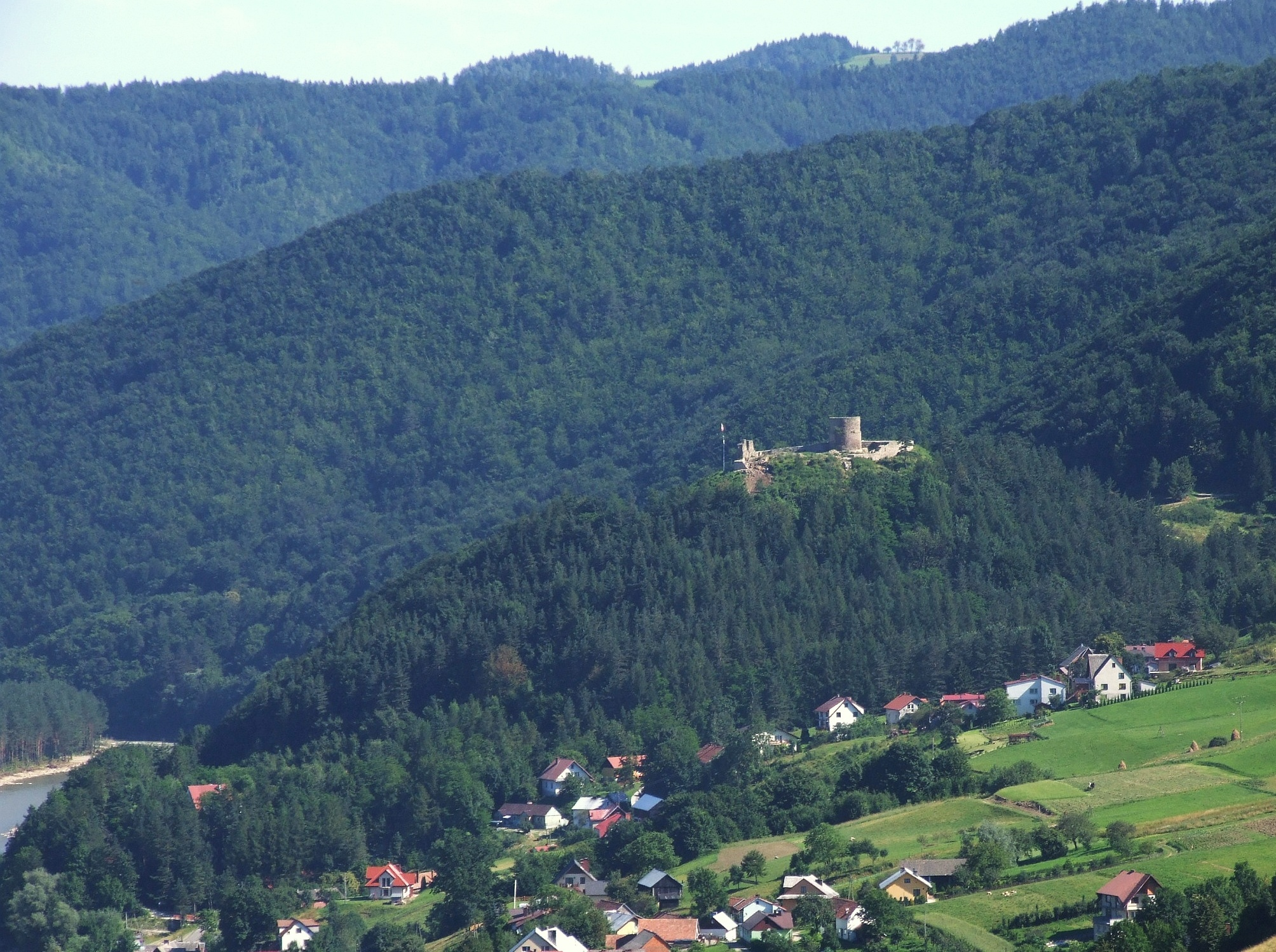
Панорамный вид на замок и окрестные леса